# Aile-P
Albums de Zazie
Essenciel
(2018)
Singles
1. Let It Shine
Sortie : 1 juillet 2022
2. Couleur
Sortie : 10 décembre 2022

Aile-P est le onzième album studio de l'artiste française Zazie paru le 2 décembre 2022.

## Historique
La crise sanitaire en 2020 n'épargne personne, pas même la chanteuse Zazie qui est contrainte de différer sa tournée Essenciel (album sorti en 2018) qui a commencé en 2019. Les différents confinements ne sont pas prolifiques pour la chanteuse sur le plan artistique. Elle n'aime pas ses nouvelles chansons qu'elle compose à ce moment-là, les trouvant trop tristes et ne voulant pas faire un album post-traumatique et préfère revoir son écriture afin de retrouver sa légèreté présente dans son écriture. Néanmoins, pendant le premier confinement, elle enregistre le titre Après la pluie en soutien au personnel soignant et le publie en ligne le 9 avril 2020. L'intégralité des droits sont reversés à la Croix-Rouge.
Au début de 2022, Zazie commence la réalisation d'un nouveau projet d'album et décide de réitérer sa collaboration avec la productrice et compositrice Édith Fambuena. La première chanson enregistrée est Let It Shine aux studios Motorbass où elle est mixée. Celle-ci est publiée en ligne le 1er juillet 2022.
Après la sortie de la chanson, Zazie refait appel aux services du musicien et producteur Jean-Pierre Pilot qui avait collaboré sur les albums de la chanteuse des années 2000. Les sessions se déroulent de juin à début octobre pour les autres chansons dans le studio d'Édith Fambuenah. La chanteuse décide de jouer avec les différents formats musicaux qui existent (EP, LP). Ainsi, elle termine les chansons Ça commence, Gravité et Gilles en août pour les sortir avec Let It Shine sur son EP intitulé simplement L'EP le 23 septembre 2022. En septembre, elle termine l'enregistrement des chansons, Couleur, Lève-toi, C'est con, c'est quand et Là où je vais. Ces sept nouvelles chansons sont enregistrées dans le studio d'Edith et mixées par Jeff Delort.
En marge de la réalisation de l'album, la chanteuse connait plusieurs problèmes de voisinage et, après avoir déménagé une première fois en début d'année 2022, se retrouve contrainte de quitter son nouvel appartement parisien en août pour une petite maison dans le 20e arrondissement. Ses voisins ne supportaient plus ses nuisances sonores liées à la musique. Ces problèmes sont évoqués avec humour dans Let It Shine.

## Analyse artistique
Pour ce projet, Zazie a souhaité jouer avec les formats historiques de l’industrie musicale (Single / EP / LP). Ainsi, après la sortie de Let it Shine en single, la chanteuse publie l'intégralité de la face A de l'album pour son EP avant de sortir son album trois mois plus tard. Un travail qui se comprend aussi à travers le visuel, dézoomé au fur et à mesure des formats dévoilés. Dans une note d'intention présentant le projet, il est indiqué que Zazie livre avec Aile-P une conclusion temporaire. Le titre Aile-P correspond au format LP.

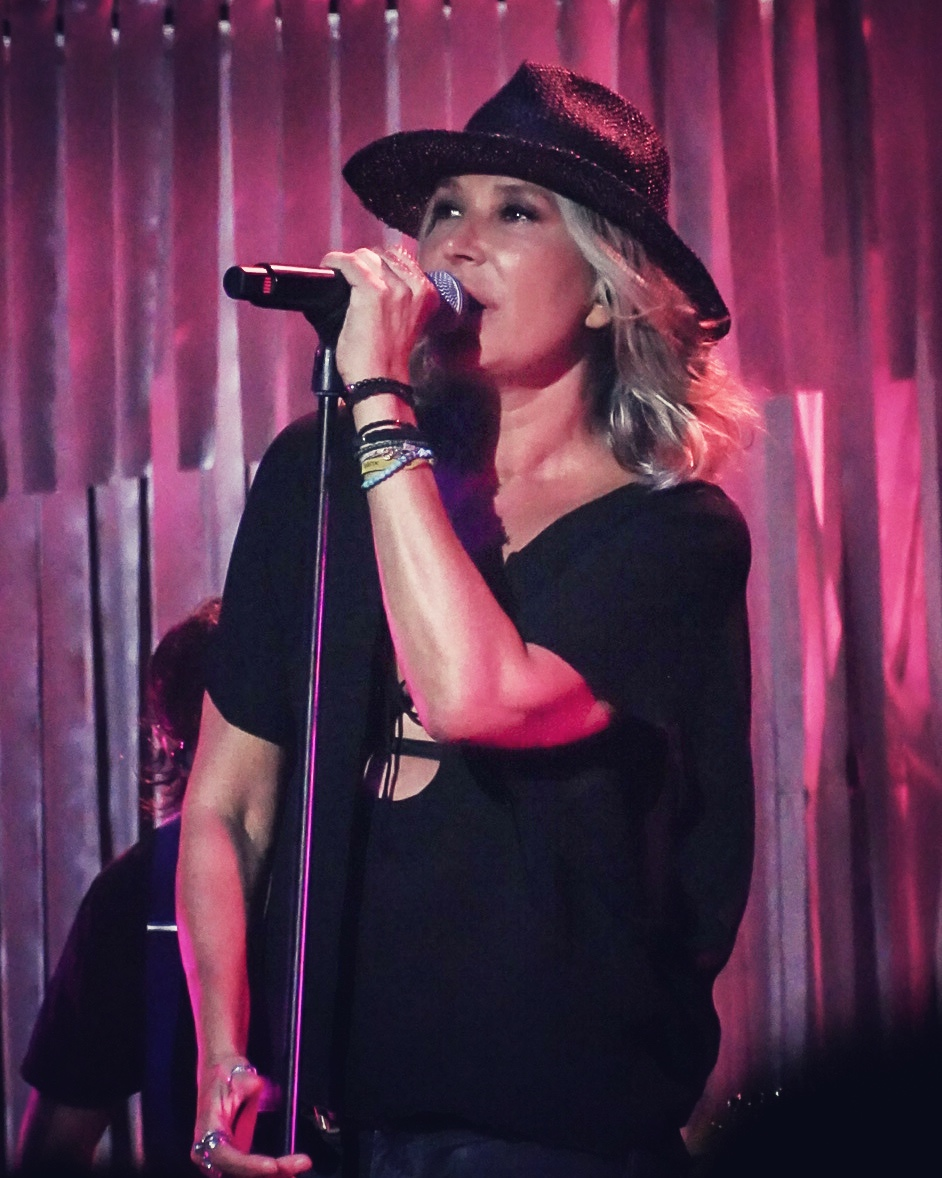
Zazie sur scène pendant le festival Les Nuits de Fourvière le 12 juillet 2023 dans le cadre de sa tournée Air Tour

Lors de la sortie de L'EP, Zazie a expliqué qu'elle n'a pas travaillé comme un album studio classique, mais comme un "direct live". Une captation musicale du moment présent, dans lequel l'artiste se livre sur ce qu'elle ressent.
Ça commence évoque la dualité de la vie d’artiste, entre les moments sous les feux des projecteurs et les à-côtés et instants de solitude, un résumé de la vie de la chanteuse pendant une tournée. Dans une interview, la chanteuse explique que les concerts sont intenses et lui procurent de la dopamine et de l'adrénaline en se lâchant sur scène, mais cela l'épuise physiquement et elle se couche après trois heures du matin après chaque concert. Mais elle ajoute que la chanson n'est pas une complainte et est impatiente de repartir en tournée en 2023.
Gravité décrit le ressenti de la chanteuse par rapport aux graves événements qui affectent le monde et comment vivre avec. La chanteuse joue sur le double sens où elle utilise la gravitation pour apporter de la légèreté à la "gravité" du sujet de la chanson auquel "on peut l'éviter".
Gilles, dont le tire se réfère au Syndrome de Gilles de La Tourette, est une dédicace de Zazie à certains hommes politiques qu'elle juge détestables et très présents dans les médias, en particulier à Éric [Zemmour] et Vladimir [Poutine]. Comme l'explique la chanteuse dans une interview, elle a longtemps rêvé de faire une chanson avec plein de gros mots tout en ayant un sens et les nombreux jurons présents dans les paroles assimilent le stress provoqué par l'intervention de ces personnalités dans les médias au syndrome en question.
Let It Shine, premier single de l'album, est un remède à la morosité ambiante et pensé comme une ode à la lumière. Le titre évoque également avec humour les problèmes que connaît la chanteuse avec le voisinage qui ne supporte plus ses importantes nuisances sonores quand elle écoute et joue de la musique chez elle (la chanteuse a dû déménager deux fois en 2022),.
Couleur est un hymne électro vrombissant dédié au monde et à ses différences, que ce soit celles de couleurs, d'obédiences, de sexualités, de genres, de handicaps, etc..
C'est con, c'est quand est une chanson simple et dépouillée (avec un simple piano voix) dans laquelle l'amour prime chez la rêveuse Zazie.
Là où je vais est un appel à rejoindre un lieu tout en disant à son amoureux de ne pas la suivre.

## Parution et réception
En 2022, l'artiste annonce la préparation d'un onzième disque studio précédé par la sortie du single Let It Shine dévoilé le 1er juillet. La chanteuse se dévoile sous un nouveau jour où elle dévoile ses cheveux blancs, ce qui n'a pas manqué de faire réagir le public. Elle explique dans les interviews l'acceptation du passage du temps pour les femmes au sein de la société.
La chanteuse publie le 23 septembre 2022 son EP intitulé L'EP. C'est son premier EP depuis ceux qui composent Za7ie (2010). Plus de deux mois plus tard, son onzième album intitulé Aile-P sort le 2 décembre 2022. Riche de huit pistes, il inclut notamment les quatre pistes de l'EP dévoilé en septembre.
Alors qu'elle donne plusieurs séries d'interviews promotionnels au sujet de son nouveau projet, elle avoue au micro de RTL qu'elle n'a jamais apprécié faire cela pour promouvoir ses albums et qu'elle veut se faire plus rare comme la chanteuse Mylène Farmer qui n'a donné qu'une interview au moment de la sortie de son album L'Emprise en novembre 2022.
Le 10 décembre 2022, la chanteuse dévoile le clip de la chanson Couleur.
L'album reçoit un accueil critique chaleureux. Le site Aficia.info indique que l'album est un doux recueil de chansons qui éveillent incontestablement de la curiosité pour la suite.

## Liste des chansons
Les titres 1 à 4 composent la face A déjà parue sur L'EP en septembre 2022. Les titres 5 à 8 composent la face B.Toutes les paroles sont écrites par Zazie.
| Aile-P | Aile-P                 | Aile-P                                     | Aile-P | Aile-P | Aile-P | Aile-P | Aile-P | Aile-P | Aile-P |
| No     | Titre                  | Musique                                    | Durée  |        |        |        |        |        |        |
| ------ | ---------------------- | ------------------------------------------ | ------ | ------ | ------ | ------ | ------ | ------ | ------ |
| 1.     | Ça commence            | Zazie - Édith Fambuena - Jean-Pierre Pilot | 3:49   |        |        |        |        |        |        |
| 2.     | Gravité                | Phil Baron                                 | 3:17   |        |        |        |        |        |        |
| 3.     | Gilles                 | Zazie - Édith Fambuena - Jean-Pierre Pilot | 4:23   |        |        |        |        |        |        |
| 4.     | Let It Shine           | Zazie - Édith Fambuena                     | 2:54   |        |        |        |        |        |        |
| 5.     | Couleur                | Zazie - Édith Fambuena - Jean-Pierre Pilot | 3:00   |        |        |        |        |        |        |
| 6.     | Lève-toi               | Zazie - Édith Fambuena                     | 3:28   |        |        |        |        |        |        |
| 7.     | C'est con, c'est quand | Phil Baron                                 | 3:16   |        |        |        |        |        |        |
| 8.     | Là où je vais          | Zazie - Édith Fambuena - Jean-Pierre Pilot | 3:34   |        |        |        |        |        |        |
| 26:41  |                        |                                            |        |        |        |        |        |        |        |

## Personnel

### Musiciens
- Zazie : chant, claviers (sauf C'est con, c'est quand), chœurs
- Édith Fambuena : guitare, programmation, basse sur Gilles
- Jean-Pierre Pilot : claviers (sauf sur Gravité et Let It Shine)
- Phil Baron : claviers sur Gravité et C'est con, c'est quand
- Nicolas Fiszman : basse sur Couleur

### Équipe technique
- Édith Fambuena : production, enregistrement (sauf Let it Shine)
- Antoine Poyeton et Pierre Juarez : production et mixage sur Let It Shine
- Alex Gopher : mastering sur Let It Shine
- Jeff Delort : mixage (sauf sur Let It Shine)
- Marie Pieprzownik : mastering (sauf sur Let It Shine)
- Laurent Seroussi : photographies
- Maud Naïmi : coordination de la production
- Claire de Ladébat : maquette du concept
- Damien Régnier, Pascal Nègre : management

## Classements hebdomadaires
| Classement (2022)            | Meilleure position |
| ---------------------------- | ------------------ |
| Belgique (Wallonie Ultratop) | 12                 |
| France (SNEP)                | 15                 |
| Suisse (Schweizer Hitparade) | 45                 |